# 설리번 원정

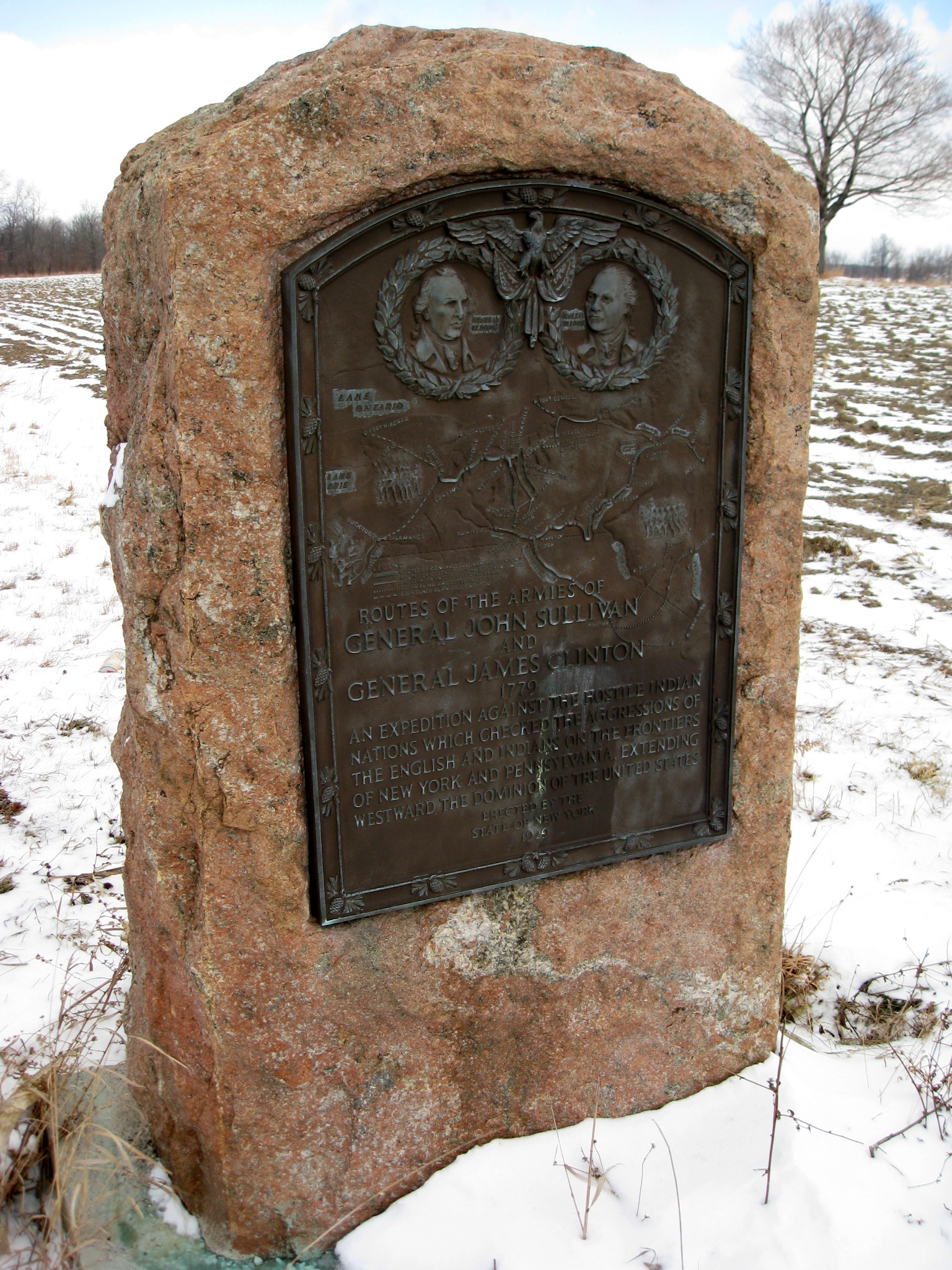
설리번 원정대 기념비, 뉴욕, 로디

설리번 원정(Sullivan Expedition 또는 설리번 클린턴 원정, Sullivan-Clinton Expedition)은 미국 독립 전쟁 중 1779년 6월부터 9월까지 미국 대륙군의 존 설리번 소장과 제임스 클린턴 준장이 뉴욕 연방 북부에서 영국군에 편드는 영국 왕당파 백인과 이로쿼이 연방에 속하는 인디언 부족을 소탕하기 위한 군사 전략이다.
대륙군의 원정은 1779년 여름 6월 18일, 펜실베이니아 연방 이스턴을 출발하여, 10월 3일 티오가에 건설한 설리번 요새를 포기하고 뉴저지로 돌아갈 때까지 계속되었다. 그동안 큰 전투는 뉴욕 연방 서부 셔멍 강에서 일어난 뉴타운 전투뿐이며, 3,200명의 대륙군이 1,000여명에 이르는 이로쿼이 족과 영국 왕당파 연합군에 대승을 거두었다.

## 개요
설리번군은 이어 초토화 작전을 전개하여 뉴욕 연방 서쪽 핑거 호수 주변에서 40여개의 이로쿼이 연방 마을을 파괴하고 그 전년에 일어났던, 이로쿼이 족과 영국 왕당파의 백인 정착민 습격을 종결시켰다. 그 해 겨울, 파괴된 마을로 인해 발생한 수천 명의 이로쿼이 족 난민이 나이아가라 요새 밖에서 대피를 했다가 동사했다. 살아남은 이들은 영국이 지배하는 캐나다와 나이아가라 폭포 및 버팔로 지역으로 도망갔다.
설리번 원정대는 이로쿼이 족의 작물과 마을을 황폐화시켰으며, 1779년~1780년 엄동설한에 인디언들을 영국군의 자비에 맡겼다. 제2 뉴햄프셔 연대의 제레미아 포그 소령은 잡지에서 다음과 같이 기고했다.
| “ | 그들의 보금자리는 파괴되었지만, 새는 여전히 날개짓을 한다. | ” |

그러나 변방의 분쟁을 종식시킨다는 원정대의 목적은 실현되지 못했으며, 이듬 해에도 영국군과 인디언들의 습격은 계속되었다.

## 배경

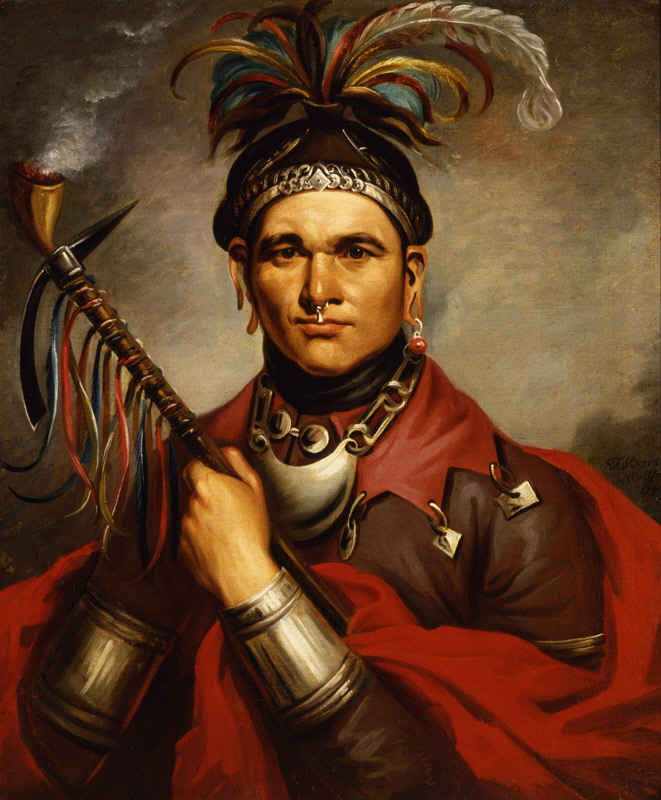
세나카 족의 전사 카인트와콘

미국 독립 전쟁이 시작되었을 때, 영국군이나 식민지 측 대륙회의도 식민지에서 영향력 있는 이로쿼이 연방과의 동맹을 요청하거나 적어도 중립을 지켜줄 것을 요구했다. 그러나 이로쿼이 연방 여섯 부족의 선택은 엇갈렸다. 모호크 족, 카유가 족, 오논다가 족 및 세네카 족 대부분은 영국군과의 동맹을 선택했다. 반면, 오나이다 족과 투스카로라 족은 장로교회 선교사 사뮤엘 커크랜드의 노력으로 미국 편을 들게 되었다. 이로쿼이 연방에게 미국 독립 전쟁은 내전이기도 했다.
이로쿼이 연방의 본거지(롱하우스)는 영국령 캐나다와 미국 식민지 사이의 국경에 있었다. 영국군이 1777년에 뉴욕 연방 북부에서 ‘새러토가’에서 항복한 후, 영국 왕당파와 이로쿼이 족 동맹군은 그 지역의 백인 패트리어트 정착촌과 미국과 동맹한 이로쿼이 족 마을을 습격했다. 나이아가라 요새를 거점으로 정착민 습격에 나선 이들은 영국 왕당파의 지도자 존 버틀러 대령, 조셉 브랜트 등의 모호크 족과 사엔케라타, 카인트와콘(옥수수 재배자) 등의 세네카 족이었다.
대륙군의 총사령관 조지 워싱턴은 지금까지 국경 방위를 위해 대륙군 정규 병력을 출동시키지는 않았고, 국경 방위는 지역 민병대가 스스로 지키도록 하고 있었다. 이로쿼이 연방 등 인디언 사회는 완전 합의제의 민주주의 사회이며, 부족의 방침은 의회인 ‘롱하우스’에서 ‘회의의 불’(Council Fire)을 둘러싼 합의로 결정된다. ‘수장’이나 ‘부족장’과 같은 ‘부족을 지배하는’ 개인은 존재하지 않았다. 또한 이로쿼이 족은 동맹자에게는 군사적 협력을 하는 ‘안전 보장 조약’의 풍습을 가지고 있었다.
1778년 6월 10일 ‘대륙회의 전쟁위원회’는 이 인디언들과 싸워야 필요가 있다고 판단했다. 방어전은 부적절하다고 판단되었기 때문에, 위원회는 이로쿼이 연방을 정벌하기 위해 디트로이트 요새와 세네카 족의 영토에 있는 요새에 3,000명의 원정대 파견이 필요하다고 생각했다. 대륙 회의는 이 작전 지휘관으로 호레이쇼 게이츠 장군을 임명하고 전략을 위한 예산을 편성했다. 이러한 준비에도 불구하고 원정 자체는 그 다음 해까지 실행되지 않았다.
7월 3일, 영국 왕당파 버틀러 대령 지휘 아래 ‘버틀러 레인저스’라고 불렸던, 세네카 족, 카유가 족의 연합 전사단은 펜실베이니아 와이오밍 계곡을 공격하였고, 특히 ‘포티 요새’를 지키고 있던 패트리어트 수비대 360명을 유인해 전멸시켰다.
1778년 9월, 와이오밍 계곡의 패배에 대한 설욕을 하기 위해, 대륙군 토마스 하틀리 대령이 200명의 병력을 이끌고, 펜실베이니아 북부 서스쿼해나 강을 따라 티오가나 셔멍을 포함한 세네카 족, 델라웨어 족과 밍고 족 마을 아홉 곳을 없애고, 12곳을 불태웠다. 이와 같은 시기에 버틀러 레인저스는 모호크 계곡 안에 있는 저먼 플래츠를 공격하여 그 지역의 모든 집과 밭을 파괴했다. 이후 곧바로 대륙군 윌리엄 버틀러(존 버틀러와는 다른 사람)나 존 캔틴이 지휘하는 부대가 보복에 나서 서스퀴해나 강변의 우나딜라와 오노콰가에서 상당한 인디언 마을을 불태웠다.
11월 11일, 영국 왕당파 월터 버틀러(존 버틀러의 아들) 대위가 버틀러 레인저스의 2개 중대와 조셉 브랜트 등 모호크 족 30명을 포함, 이로쿼이 족 약 320명을 이끌고 뉴욕 연방의 체리 밸리의 마을을 습격했다. 그곳 요새가 항복 했음에도 불구하고 인디언들은 마을의 백인을 학살하고, 16명의 병사와 32명의 여자 아이를 죽여 두피를 벗기고, 80명을 포로로 잡았다. 포로 중 절반은 돌아오지 못했다. 이 학살로 비난을 받게 된 브란트는 실제로는 멈추려고 했지만 소용이 없었다고 말했다. 이 마을은 약탈당하고, 파괴되었다.
체리 밸리의 학살로 미국 독립 정부 측은 뉴욕의 국경을 지키기 위해 무엇을 해야 하는 지 깨달았다. 1779년 영국군이 그 군사력을 남부 식민지에 쏟기 시작할 때, 워싱턴은 이 기회를 이용하여 나이아가라 요새에 계획되어 있던 공격을 시작했다. 그 지휘관으로서 먼저 떠오른 것은 찰스 리 소장이었지만, 리도 필립 스카일러 소장과 이즈라엘 퍼트넘 소장도 모두 다양한 이유를 대며, 거절했다. 워싱턴은 먼저 원정대의 지휘관직을 ‘새러토가의 영웅’인 호레이쇼 게이츠 장군에게 제안했지만, 게이츠는 건강을 핑계로 이 제안을 거절했다. 1779년 3월 6일, 장군들 중에서 서열 5위를 차지했던 존 설리번 소장이 지휘관에 임명되었고, 설리번도 승낙을 했다. 워싱턴이 설리번에게 내린 명령은 이로쿼이 연방의 멸족이었다.
1779년 3월 31일, 작전 본부에서 조지 워싱턴이 존 설리번 소장에게 명령은 다음과 같다.
| “ | 귀관에게 지휘를 맡긴 이 원정은 인디언의 여섯 부족 국가 중 적대적인 부족과 그에 관련된 사람 및 추종자를 겨냥한 것입니다. 직접적인 목표는 그들의 마을을 철저하게 파괴하고, 연령과 성별에 관계없이 가능한 많은 포로를 잡아야 합니다. 밭에 있는 곡식을 파괴하고, 앞으로 재배할 수 없게 만드는 것이 필수적입니다. 인디언 영토의 중심에 있는 여러 기지를 충분한 식량을 가진 원정대가 점령하고, 그곳에서 부대를 파견하여 최적의 전법으로 주변의 정착촌을 모두 없애는 것을 제안합니다. 단순히 제압하는 것이 아니라, 완전히 파괴해야 한다는 것입니다. 그러나 그들의 마을을 완전히 파괴하기 전에, 어떠한 평화안도 들어주어서는 안됩니다. 그들이 우리에게 해를 끼치지 않도록 가혹한 징벌로 그들의 뇌리에 공포를 심어주는 것이 우리의 향후 안전을 보장할 것이기 때문입니다. | ” |

## 같이 보기
- 전쟁
  - 북서 인디언 전쟁
  - 오리스카니 전투
- 인물
  - 존 설리번